# Sergia burukovskii
Sergia burukovskii is een tienpotigensoort uit de familie van de Sergestidae. De wetenschappelijke naam van de soort is voor het eerst geldig gepubliceerd in 2000 door Vereshchaka.